# 索西讷
索西讷（法語：Saussines，法語發音：[sosin]）是法国埃罗省的一个市镇，位于该省东部，属于蒙彼利埃区。

## 地理
索西讷（43°45'48"N, 4°3'26"E）面积6.28 平方千米，位于法国奧克西塔尼大區埃罗省，该省份为法国南部沿海省份，南濒地中海，西南接奥德省，西北接塔恩省和阿韦龙省，东北与加尔省接壤。
与索西讷接壤的市镇（或旧市镇、城区）包括：索米耶尔、博略、布瓦斯龙、加拉尔格、圣伊莱尔德博瓦尔。
索西讷的时区为UTC+01:00、UTC+02:00（夏令时）。

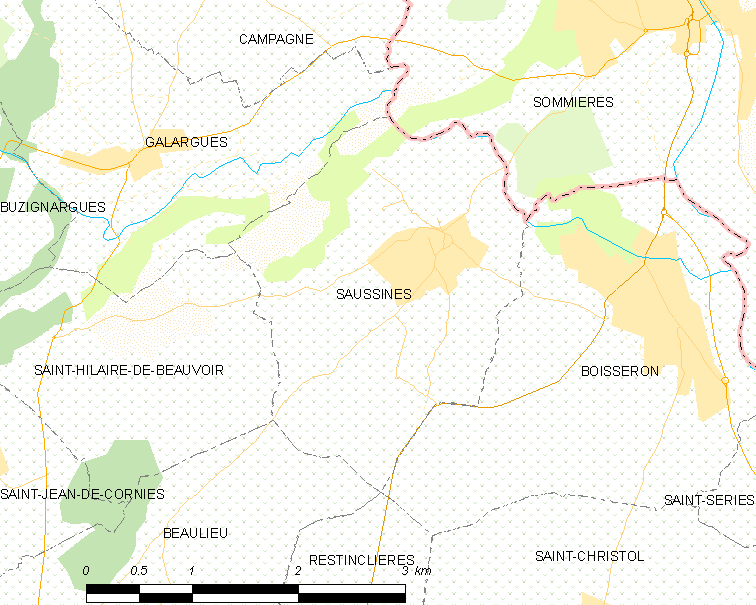
索西讷的OSM定位图

## 行政
索西讷的邮政编码为34160，INSEE市镇编码为34296。

## 政治
索西讷所属的省级选区为吕内勒县。

## 交通
埃罗省省道D135线、D135E1线和D135E2线在市中心交汇。

## 人口

1962-2008年间索西讷人口变化图示

索西讷于2022年1月1日时的人口数量为992人。